# ميخائيل دير (سياسي)
ميخائيل دير هو سياسي كندي، ولد في 4 فبراير 1879 في مقاطعة تيبيراري في جمهورية أيرلندا، وتوفي في 28 ديسمبر 1953 في غلاسكو الجديدة، نوفاسكوشيا في كندا. نشط حزبياً في الحزب الليبرالي في نوفا سكوشا ‏. وقد انتخب عضو مجلس نواب نوفا سكوشا ‏.